# باسل آل زريع
باسل يوسف آل زيع مواليد 1998 في نجران، السعودية، هو لاعب كرة قدم سعودي.

## مسيرة اللاعب
لعب سابقاً في نادي نجران ونادي الأخدود.